# Raging Bull
Pour plus de détails, voir Fiche technique et Distribution.
Raging Bull, ou Comme un taureau sauvage au Québec, est un film américain réalisé par Martin Scorsese et sorti en 1980. Il s'agit d'un film biographique sur le boxeur Jake LaMotta.
Le film met en scène Jake LaMotta, un boxeur italo-américain, surnommé « le taureau du Bronx ». Issu d'un milieu modeste, il atteint les sommets grâce à des combats mythiques, notamment contre Sugar Ray Robinson et Marcel Cerdan, qui le mèneront au titre de champion du monde des poids moyens. Mais il connaît ensuite l'échec de sa vie privée (divorce, reconversion en gérant de boîte de nuit...).
Semi-échec commercial lors de sa sortie en salles (séquences de combat jugées très courtes et aucune glorification du héros), Raging Bull a tardivement atteint son statut de film culte, à tel point qu'il est aujourd'hui considéré comme l'un des meilleurs films des années 1980, et l'un des meilleurs films de boxe jamais réalisés.
En 1990, les critiques américains l'élisent comme le meilleur film de la décennie.

## Synopsis

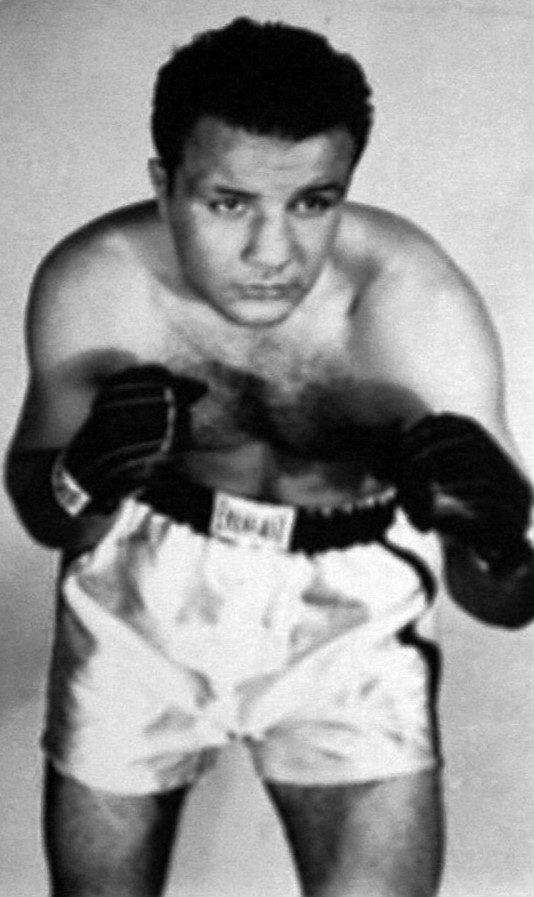
Jake LaMotta en 1952

En 1941, Jake LaMotta est un jeune boxeur prometteur au rang des poids moyens. Celui-ci subit sa première défaite face à Jimmy Reeves après décision des juges. Cette décision, très controversée, déclenche une bagarre générale dans le public. Le frère de Jake, Joey, discute de l'organisation d'un potentiel match pour le titre des poids moyens avec l'une de ses relations dans la mafia, Salvy Batts. Jake refuse à plusieurs reprises l'aide de la mafia, voulant remporter le championnat selon ses propres conditions. Quelque temps après, Jake aperçoit une jeune fille de quinze ans nommée Vickie au bord d'une piscine de son quartier du Bronx. Il finit par entretenir une relation avec elle, bien qu'il soit déjà marié. En 1943, Jake bat Sugar Ray Robinson et dispute un nouveau combat avec ce dernier trois semaines plus tard. Bien que Jake ait dominé Robinson pendant la majeure partie du combat, les juges se prononcent étonnamment en faveur de ce dernier. Joey pense qu'ils lui ont accordé la victoire uniquement parce qu'il part dans l'armée la semaine suivante. Deux ans plus tard, Jake épouse Vickie.
Jake développe une jalousie maladive concernant Vickie, craignant constamment qu'elle ait des sentiments pour les autres hommes. Sa jalousie est tellement forte qu'il en vient à défigurer son nouvel adversaire, Tony Janiro, au cours d'un combat, après que Vickie l'a décrit comme un « beau jeune homme ». Alors que Joey discute de la victoire avec les journalistes au Copacabana, il est distrait en voyant Vickie s'approcher d'une table avec Salvy et d'autres mafieux. Joey parle à Vickie qui lui laisse entendre qu'elle n'est pas satisfaite de son mariage avec Jake. Ayant l'impression que Vickie a une liaison avec Salvy, Joey l'attaque et le traîne jusqu'à l'extérieur du club où il le cogne contre la porte d'un taxi. Tommy Como, le chef de la mafia locale, leur ordonne plus tard de s'excuser et demande à Joey de dire à Jake que s'il veut une chance de remporter le titre de champion (que Como contrôle), il devra perdre son prochain match. Jake accepte et perd volontairement contre Billy Fox. Hué après avoir réalisé une très mauvaise performance, il est ensuite suspendu peu de temps après par le conseil d'administration, soupçonné d'avoir été corrompu pour perdre le combat. Cela lui déclenchera un grand chagrin. Il est finalement réintégré et, en 1949, remporte le titre de champion des poids moyens contre Marcel Cerdan.
Un an plus tard, Jake devient de plus en plus paranoïaque à l'idée que Vickie ait une liaison. Il demande à Joey s'il a couché avec elle, ce qui met Joey en colère et le pousse à partir. Jake demande plus tard à Vickie si elle a eu une liaison, ce à quoi elle répondra de manière sarcastique qu'elle a eu des relations sexuelles avec Joey, Salvy, Tommy « et tous les hommes qu'elle a croisé sur son chemin ». Dans un accès de rage, Jake, suivi par Vickie, se dirige vers la maison de Joey et le roue de coups devant sa femme Lenora et leurs enfants, avant d'assommer Vickie. Vickie retourne plus tard chez Jake et menace de partir, mais ils se réconcilient. Après avoir défendu sa ceinture de championnat lors d'un combat épuisant de quinze rounds contre Laurent Dauthuille en 1950, il appelle son frère après le combat pour se faire pardonner. Mais quand ce dernier décroche, il pense que Salvy est à l'autre bout du fil et commence à l'insulter. Jake ne dit pas un mot pendant l'appel, puis raccroche silencieusement. Jake n'ayant plus aucun contact avec son frère est pris de remords, sa carrière commence à décliner et il perd finalement son titre face à Sugar Ray Robinson lors de leur dernière rencontre en 1951.
Cinq ans plus tard, Jake âgé et en surpoids, a pris sa retraite et a déménagé avec sa famille à Miami. Après avoir passé la nuit dans la discothèque qu'il dirige et dans laquelle il fait du monologue comique, Vickie lui annonce qu'elle demande le divorce et qu'elle aura la garde complète de leurs enfants. Elle menace également d'appeler la police s'il s'approche d'eux. Il est ensuite arrêté pour avoir présenté des filles mineures aux hommes de son club. Il tente en vain de payer le silence des victimes en utilisant les bijoux de sa ceinture de championnat. En 1957, il va en prison et se retrouve seul dans sa cellule. Il pleure de désespoir et frappe les murs en hurlant qu'il est un idiot. De retour à New York en 1958, il continue de faire du monologue comique dans un bar miteux. En sortant, il retrouve par hasard son frère Joey et le suit jusqu'à sa voiture en le suppliant de lui pardonner. Joey accepte ses excuses à contrecœur et lui promet qu'il l'invitera un jour chez lui.
En 1964, Jake part en tournée pour son monologue comique dans divers clubs à travers les Etats-unis. Dans les coulisses avant un spectacle, LaMotta se prépare pour sa performance, faisant comme au début du film du shadow-boxing en scandant « C'est moi le boss » avant de monter sur scène.

## Fiche technique
Sauf indication contraire, les informations mentionnées dans cette section peuvent être confirmées par les bases de données cinématographiques  présentes dans la section « Liens externes ».
- Titre original et français : Raging Bull
- Titre québécois : Comme un taureau sauvage[3]
- Titre de travail : The Fighter
- Réalisation : Martin Scorsese
- Scénario : Paul Schrader et Mardik Martin, d'après le livre Raging Bull: My Story (en) de Jake LaMotta, Joseph Carter et Peter Savage
- Photographie : Michael Chapman
- Costumes : John Boxer et Richard Bruno (en)
- Production : Robert Chartoff et Irwin Winkler
- Sociétés de production : United Artists et Chartoff-Winkler Productions
- Société de distribution : United Artists
- Budget : 18 000 000 $ (estimation)
- Pays de production :  États-Unis
- Langue originale : anglais
- Format : noir et blanc - 1,85:1 - 35 mm
- Genre : drame biographique
- Durée : 129 minutes
- Dates de sortie[3] :
  - États-Unis : 14 décembre 1980 (New York) ;19 décembre 1980 (sortie nationale) ; 28 janvier 2005 (ressortie limitée en salles)
  - France : 25 février 1981 ; 4 septembre 2002 (ressortie en salles) ; 12 avril 2023 (reprise en salles)[4]
- Classification :
  - France : interdit en salles aux moins de 12 ans

## Distribution
Sauf indication contraire, les informations mentionnées dans cette section peuvent être confirmées par les bases de données cinématographiques  présentes dans la section « Liens externes ».
- Robert De Niro (VF : Maurice Sarfati) : Jake LaMotta
- Cathy Moriarty (VF : Dominique MacAvoy) : Vickie LaMotta
- Joe Pesci (VF : Bernard Pisani)  : Joey LaMotta
- Frank Vincent (VF : Georges Claisse)  : Salvy Batts, un membre de la mafia locale
- Nicholas Colasanto (VF : Claude Joseph) : Tommy Como, le chef de la mafia locale
- Lori Ann Flax (VF : Marion Game) : Irma, la première femme de Jake
- Theresa Saldana : Lenore, la femme de Joey
- Mario Gallo : Mario
- Frank Adonis : Patsy
- Joseph Bono : Guido
- James V. Christy : le docteur Pinto
- Charles Scorsese (en) : Charlie
- Martin Scorsese : Barbizon Stagehand
- Peter Savage : Jackie Curtie
- Johnny Barnes : Sugar Ray Robinson
- Eddie Gregory : Billy Fox
- Louis Raftis : Marcel Cerdan
- John Turturro : un homme à table au Webster Hall (non crédité)

## Production

### Genèse et développement
Scorsese s'inspire du personnage de Rocco Parondi dans Rocco et ses frères (joué par Alain Delon) pour aider à façonner l’interprétation de Jake LaMotta par Robert De Niro,,. Scorsese a également étudié de près la mise en scène de Luchino Visconti, en particulier la façon dont les scènes de combat sont filmées, une technique qu'il a ensuite intégrée dans Raging Bull,. 
Robert De Niro a voulu porter à l'écran la vie de Jake La Motta dès 1974 : « Je tournais Le Parrain 2 en Sicile, et on m'avait envoyé le livre [de LaMotta]. Il y avait là une histoire forte, le portrait d'un homme direct, et j'ai senti que je pourrais jouer ce personnage ». L'acteur propose l'idée à Martin Scorsese. Le réalisateur n'est cependant pas très emballé par le projet, n'étant pas très fan de boxe et pas très attiré par le sujet. Le livre est ensuite donné à Mardik Martin, pour qu'il en tire un scénario. Robert De Niro fait ensuite découvrir le livre aux producteurs Robert Chartoff et Irwin Winkler, qui acceptent le projet seulement si Martin Scorsese le réalise. Le réalisateur accepte finalement le film alors qu'il est au plus mal, en pleine dépendance à la drogue et après les échecs de ses précédents films au box-office. Il décide de faire ce film pour remercier Robert De Niro qui l'a beaucoup aidé à cette époque,,,.
La préparation de Martin Scorsese commence par des tests de Robert De Niro filmés en 8 mm en couleur. Il les montre ensuite à l'acteur, au directeur de la photographie Michael Chapman et à son mentor Michael Powell. Ce dernier remarque que les couleurs sont assez ternes. Scorsese décide alors de tourner son film en noir et blanc.

### Attribution des rôles

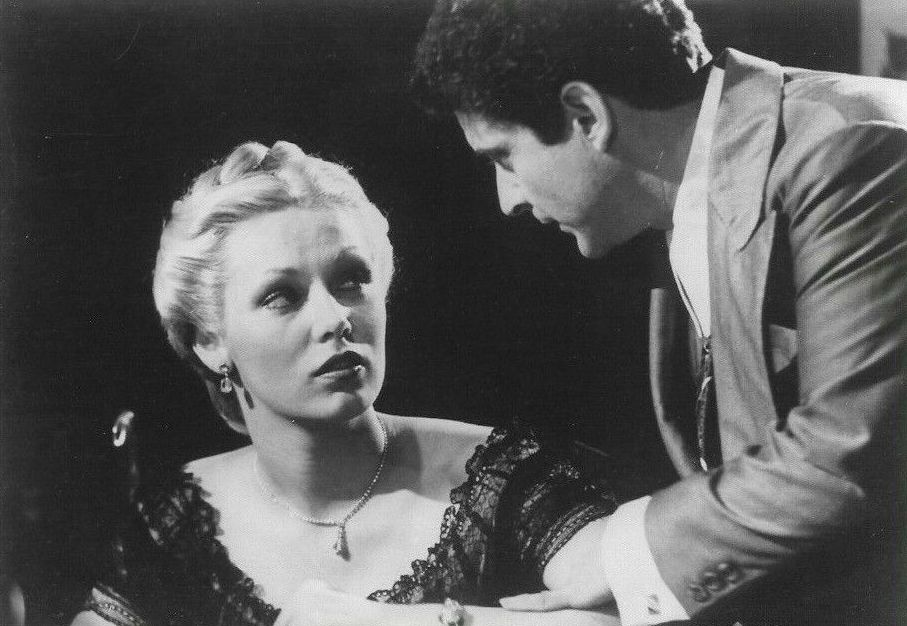
Cathy Moriarty et Joe Pesci dans une scène du film en 1980

Alors que Robert De Niro tient le rôle principal, la production cherche tout d'abord l'acteur qui incarnera son frère, Joey. En regardant le film à petit budget The Death Collector (en) (1976), Robert De Niro y découvre Joe Pesci, alors peu connu.
Pour le rôle de la seconde femme de Jake, Vickie, de nombreuses actrices sont sur les rangs. Joe Pesci suggère alors le nom de Cathy Moriarty, qui était alors elle aussi inconnue. Joe Pesci propose aussi Frank Vincent, avec qui il avait tourné The Death Collector, pour le rôle de Salvy Batts. Après une audition et des essais filmés, Frank Vincent obtient le rôle. Charles Scorsese (en), le père du réalisateur, tient son premier rôle à l'écran : il est Charlie, le cousin de Tommy Como.

### Tournage
Le tournage débute en avril 1979. Jusqu'en août, les scènes tournées sont celles où LaMotta est boxeur. Le tournage va ensuite être stoppé pour que Robert De Niro prenne 30 kilos en 4 mois : « Je me levais tôt le matin, explique-t-il, puis je prenais un bon petit déjeuner, puis un grand déjeuner et un grand dîner. Puis, je suis allé en France et là j'ai mangé dans tous les trois étoiles. J'étais à l'agonie, mais en une semaine, j'avais pris cinq kilos ».
Le tournage a eu lieu à New York (Hell's Kitchen, Manhattan, ), en Californie et notamment à Los Angeles (Downtown Los Angeles, Grand Olympic Auditorium (en), San Pedro).
L'une des caractéristiques principales de Raging Bull tient dans la manière dont sont filmées les scènes de combats. Martin Scorsese, dans un souci de réalisme, a utilisé une technique particulière. Les combats, contrairement aux autres films de boxe, ne sont pas un simple montage de plusieurs séquences, filmées par de nombreuses caméras placées hors du ring. Ici, le réalisateur a décidé de n'utiliser qu'une seule caméra, placée à l'intérieur même du ring, à la façon d'un participant direct au combat. Une telle technique est cependant fastidieuse car elle demandait un jeu précis de la part des acteurs, devant se placer au bon endroit et exécuter rigoureusement les mouvements prévus. C'est cette difficulté qui explique la durée importante de tournage consacrée aux seules scènes de combats qui, bien que n'excédant pas 10 minutes dans la durée totale du film, ont demandé pas moins d'un mois de tournage.
Lorsque De Niro a pris ses 30 kilos, Scorsese a remarqué que l'acteur respirait très mal (« Il respirait aussi mal que lorsque je faisais une crise d'asthme » a déclaré le réalisateur). Craignant pour la santé de sa vedette, Scorsese a tourné toutes les dernières scènes de LaMotta en un temps record.

### Musique
La musique du film est composée de morceaux non originaux, notamment du compositeur italien Pietro Mascagni (Cavalleria rusticana). On retrouve également des chansons de Rhythm and blues et jazz d'artistes comme Ella Fitzgerald, The Ink Spots, Harry James, etc. Martin Scorsese s'est servi de ses propres 78 tours, avec l'aide de Robbie Robertson.
En 2005, Capitol Records édite un double album CD contenant les chansons du films, car les droits des chansons n'avaient pu être tous achetés à l'époque de la sortie du film.
Liste des titres - édition CD de 2005
| 1.  | Cavalleria Rusticana: Intermezzo        | Pietro Mascagni                                | Orchestra of Bologna Municop Thetra        | 2:41 |
| 2.  | Jersey Bounce                           |                                                | Benny Goodman & His Orchestra              | 3:09 |
| 3.  | Prisoner of Love                        | Russ Columbo, Clarence Gaskill, Leo Robin      | Russ Columbo, Nat Shilkret & His Orchestra | 3:36 |
| 4.  | Just One More Chance                    | Sam Coslow, Arthur Johnston                    | Bing Crosby & Reggie Young                 | 3:29 |
| 5.  | Cow-Cow Boogie                          | Benny Carter, Gene de Paul, Don Raye           | Ella Fitzgerald & The Ink Spots            | 2:55 |
| 6.  | Vivere                                  |                                                | Carlo Buti                                 | 3:35 |
| 7.  | Whispering Grass (Don't Tell the Trees) |                                                | The Ink Spots                              | 2:44 |
| 8.  | Two O'Clock Jump                        | Count Basie, Benny Goodman, Harry James        | Harry James & His Orchestra                | 3:17 |
| 9.  | Drum Boogie                             | Gene Krupa                                     | Gene Krupa & His Orchestra                 | 3:08 |
| 10. | All or Nothing at All                   |                                                | Harry James & His Orchestra                | 2:59 |
| 11. | Flash                                   | Harry James                                    | Harry James & His Orchestra                | 5:21 |
| 12. | My Reverie                              | Larry Clinton, Claude Debussy                  | Larry Clinton & His Orchestra              | 3:20 |
| 13. | Stornelli Fiorentini                    |                                                | Carlo Buti                                 | 2:43 |
| 14. | Webster Hall                            | Robbie Robertson                               | Robbie Robertson                           | 5:23 |
| 15. | Big Noise from Winnetka                 | Ray Bauduc, Bob Crosby, Bob Haggart, Gil Rodin | Bob Crosby & His Orchestra                 | 2:37 |
| 16. | Frenesi                                 | Alberto Dominguez                              | Artie Shaw & His Orchestra                 | 3:04 |
| 17. | Do I Worry?                             |                                                | The Ink Spots                              | 2:39 |
| 18. | Turi Giuliano                           | Bella                                          | Orazio Strano                              | 5:45 |

| 1.  | Silvano: Barcarolle                        | Pietro Mascagni                           | Orchestra of Bologna Municop Thetra | 3:37 |
| 2.  | Stone Cold Dead in the Market              | Wilmoth Houdini                           | Ella Fitzgerald & Louis Jordan      | 2:40 |
| 3.  | Nao Tenho Lagrimas                         |                                           | Patrício Teixeira                   | 3:09 |
| 4.  | Heartaches                                 |                                           | Ted Weems & His Orchestra           | 2:34 |
| 5.  | A New Kind of Love                         | Robbie Robertson                          | Robbie Robertson                    | 2:37 |
| 6.  | Till Then                                  | Sol Marcus, Eddie Seiler                  | The Mills Brothers                  | 2:38 |
| 7.  | Mona Lisa                                  | Ray Evans, Jay Livingston                 | Nat King Cole                       | 3:15 |
| 8.  | That's My Desire                           | Helmy Kressa, Carroll Loveday             | Frankie Laine                       | 3:20 |
| 9.  | Guglielmo Ratcliff: Intermezzo             | Pietro Mascagni                           | Orchestra of Bologna Municop Thetra | 5:00 |
| 10. | Bye, Bye, Baby                             |                                           | Marilyn Monroe                      | 3:29 |
| 11. | That's Entertainment                       | Howard Dietz, Arthur Schwartz             | Robert De Niro                      | 3:12 |
| 12. | Blue Velvet                                | Lee Morris, Bernie Wayne                  | Tony Bennett                        | 3:02 |
| 13. | Scapricciatiello (Infatuation)             |                                           | Renato Carosone                     | 3:34 |
| 14. | Come Fly with Me                           | Sammy Cahn, Jimmy Van Heusen              | Frank Sinatra                       | 3:19 |
| 15. | Just a Gigolo / I Ain't Got Nobody (en)    | Irving Caesar, Spencer Williams           | Louis Prima & Keely Smith           | 4:46 |
| 16. | Lonely Nights                              |                                           | The Hearts                          | 2:41 |
| 17. | Prisoner of Love                           | Russ Columbo, Clarence Gaskill, Leo Robin | Perry Como                          | 3:31 |
| 18. | Cavalleria Rusticana: Intermezzo (Reprise) | Pietro Mascagni                           | Orchestra of Bologna Municop Thetra | 2:09 |
| 19. | At Last                                    | Robbie Robertson                          | Robbie Robertson                    | 3:34 |

## Sortie et accueil

### Box-office
Le mélange de violence et de colère, combiné à l'absence d'une campagne publicitaire appropriée, a conduit le film à un box-office mitigé aux États-Unis avec seulement 23 millions de dollars, par rapport à son budget de 18 millions de dollars,.
En France, le film connaît un démarrage faible avec une 17e place au box-office près de 62 000 entrées la semaine de sa sortie, malgré une fréquentation relativement en baisse, il parvient à atteindre la 13e place du box-office en troisième semaine avec plus de 58 000 entrées, pour un cumul de 171 012 entrées depuis le début de son exploitation. Le film quitte le top 30 hebdomadaire après la semaine du 1er avril 1981, où il totalise 289 879 entrées depuis sa sortie. Avec les ressorties en salles, Raging Bull est parvenu à 505 031 entrées.

### Réception critique
Lors de sa première à New York le 14 novembre 1980, la sortie initiale de Raging Bull a rencontré des critiques polarisées, mais le film a ensuite été largement acclamé par la critique et est largement considéré comme l'une des meilleures œuvres de Scorsese,. Sur l'agrégateur de critiques Rotten Tomatoes, le film a une cote d'approbation de 92 % basée sur 149 critiques, avec une note moyenne de 9/10. Le consensus critique du site se lit comme suit : « Raging Bull est sans doute le meilleur film de Martin Scorsese et Robert De Niro, souvent pénible à regarder, mais c'est une œuvre brûlante et puissante sur un héros antipathique. » Le site Metacritic lui attribue le score de 90 sur 100 sur la base de 28 critiques, ce qui représente une « reconnaissance universelle ». Jack Kroll de Newsweek a appelé Raging Bull le « meilleur film de l'année ». Vincent Canby du New York Times a déclaré que Scorsese « a réalisé son film le plus ambitieux ainsi que son meilleur » et a poursuivi en faisant l'éloge de la première performance de Moriarty en disant : « soit elle est l'une des trouvailles cinématographiques de la décennie, soit M. Scorsese est Svengali . Peut-être les deux »,. Time a loué la performance de De Niro puisque « une grande partie de Raging Bull existe en raison des possibilités qu'il offre à De Niro d'afficher son propre art explosif ». Steven Jenkins du magazine du British Film Institute (BFI), Monthly Film Journal, a déclaré que « Raging Bull pourrait s'avérer être la plus belle réussite de Scorsese à ce jour ».

## Distinctions
Sauf indication contraire, les informations mentionnées dans cette section peuvent être confirmées par les bases de données cinématographiques  présentes dans la section « Liens externes ».
Nommé huit fois aux Oscars (dont ceux du meilleur film et du meilleur réalisateur), Raging Bull en remporta seulement deux : Oscar du meilleur acteur pour Robert De Niro et Oscar du meilleur montage pour Thelma Schoonmaker.

### Récompenses
Los Angeles Film Critics Association Awards 1980
LAFCA du meilleur film
LAFCA du meilleur acteur pour Robert De Niro
New York Film Critics Circle Awards 1980
Meilleur acteur pour Robert De Niro
Meilleur second rôle pour Joe Pesci
National Board of Review 1980
Meilleur acteur pour Robert De Niro
Meilleur second rôle pour Joe Pesci
Oscars 1981
Oscar du meilleur acteur pour Robert De Niro
Oscar du meilleur montage pour Thelma Schoonmaker
Golden Globes 1981
Golden Globe du meilleur acteur dans un film dramatique pour Robert De Niro
American Cinema Editors 1981
Eddie Award du meilleur montage pour Thelma Schoonmaker
National Society of Film Critics Awards 1981
Meilleur réalisateur pour Martin Scorsese
Meilleure photographie pour Michael Chapman
Meilleur second rôle pour Joe Pesci
Boston Society of Film Critics Awards 1981
Meilleur film
Meilleur acteur pour Robert De Niro
Meilleure photographie pour Michael Chapman
BAFTA Awards 1982
British Academy Film Award du meilleur montage pour Thelma Schoonmaker
British Academy Film Award du nouveau venu le plus prometteur dans un rôle principal au cinéma pour Joe Pesci
Guild of German Art House Cinemas 1983
Meilleur film étranger
National Film Preservation Board
entrée au National Film Registry en 1990
DVD Exclusive Awards 2006
Meilleur commentaire audio de DVD

### Nominations
New York Film Critics Circle Awards 1980
meilleur réalisateur pour Martin Scorsese
Oscars 1981
Oscar du meilleur film
Oscar de la meilleure réalisation pour Martin Scorsese
Oscar du meilleur acteur dans un second rôle pour Joe Pesci
Oscar de la meilleure actrice dans un second rôle pour Cathy Moriarty
Oscar de la meilleure photographie pour Michael Chapman
Oscar du meilleur son pour Donald O. Mitchell, Bill Nicholson, David J. Kimball et Les Lazarowitz
Golden Globes 1981
Golden Globe de la meilleure réalisation pour Martin Scorsese
Golden Globe du meilleur film dramatique
Golden Globe du meilleur acteur dans un second rôle pour Joe Pesci
Golden Globe de la meilleure actrice dans un second rôle pour Cathy Moriarty
Golden Globe du meilleur scénario pour Paul Schrader et Mardik Martin
Golden Globe de la révélation féminine de l'année pour Cathy Moriarty
BAFTA Awards 1982
British Academy Film Award du meilleur acteur dans un rôle principal pour Robert De Niro
British Academy Film Award du nouveau venu le plus prometteur dans un rôle principal au cinéma pour Cathy Moriarty

## Postérité
La réplique culte « You Fucked My Wife? » vient de ce film et non de Taxi Driver (bien que dirigés tous les deux par Scorsese et ayant De Niro comme vedette).

## Anecdotes
- Martin Scorsese déclare, plusieurs années après la sortie du film, que Robert De Niro lui a certainement sauvé la vie en lui proposant ce projet. En effet, il permet à Scorsese de reprendre son activité après une hospitalisation à cause de la cocaïne, en 1978.
- En 2013, Robert De Niro parodie son rôle de Jake LaMotta dans le film Match retour en incarnant Billy « The Kid » McDonnen, un sexagénaire à qui l'on propose de prendre sa revanche sur Henry « Razor » Sharp, interprété par Sylvester Stallone, ce dernier parodiant son rôle de Rocky Balboa.
- Lorsque Jake LaMotta a vu le film, il s'est rendu compte de la personne horrible qu'il avait été. Il a demandé à son ex-femme Vickie s'il avait vraiment été comme ça. Elle lui a répondu « tu étais pire »[37].
- À la fin du film, Jake LaMotta paraphrase le personnage joué par Marlon Brando dans Sur les quais dans le célèbre passage « J'aurais pu avoir la classe. J'aurais pu être un challenger. » (VF de Raging Bull)[38].